# 流鏑馬
流鏑馬（日语：やぶさめ）是日本的一種弓馬武術，射手策馬於2町（約218公尺）的直線上奔馳，同時持和弓連續向左邊的標靶射擊。日本將流鏑馬與笠懸及犬追物合稱「騎射三物」。
流鏑馬在古代原是一種騎射演習，後來逐漸變化為武士競技武藝的一種形式。在騎射三物中，雖然流鏑馬的難度不是最高，但因為江戶時代的將軍德川吉宗曾經指示武術流派小笠原流的小笠原貞政制定出一套完整的作法，所以流鏑馬的各種實施規則最為完整嚴謹，予人較為正式的觀感。不過流鏑馬的流派不只小笠原流，武田流的流鏑馬也流傳至今。現在流鏑馬多作為神社舉行神事時的儀式之一，在日本各地均能見到。

## 外部連結
- 小笠原流弓馬術礼法 公式ページ （页面存档备份，存于）
- 社団法人大日本弓馬会 武田流弓馬道 公式ホームページ （页面存档备份，存于）
- 武田流鎌倉派（日本古式弓馬術協会）公式ページ （页面存档备份，存于）
- 流鏑馬神事（下鴨神社）公式ページ （页面存档备份，存于）
- 武田流騎射流鏑馬保存会（熊本）公式ページ，存于
- やぶなび （页面存档备份，存于）
- 流鏑馬競技連盟 （页面存档备份，存于）